# الخليج الكبير (جغرافيا)

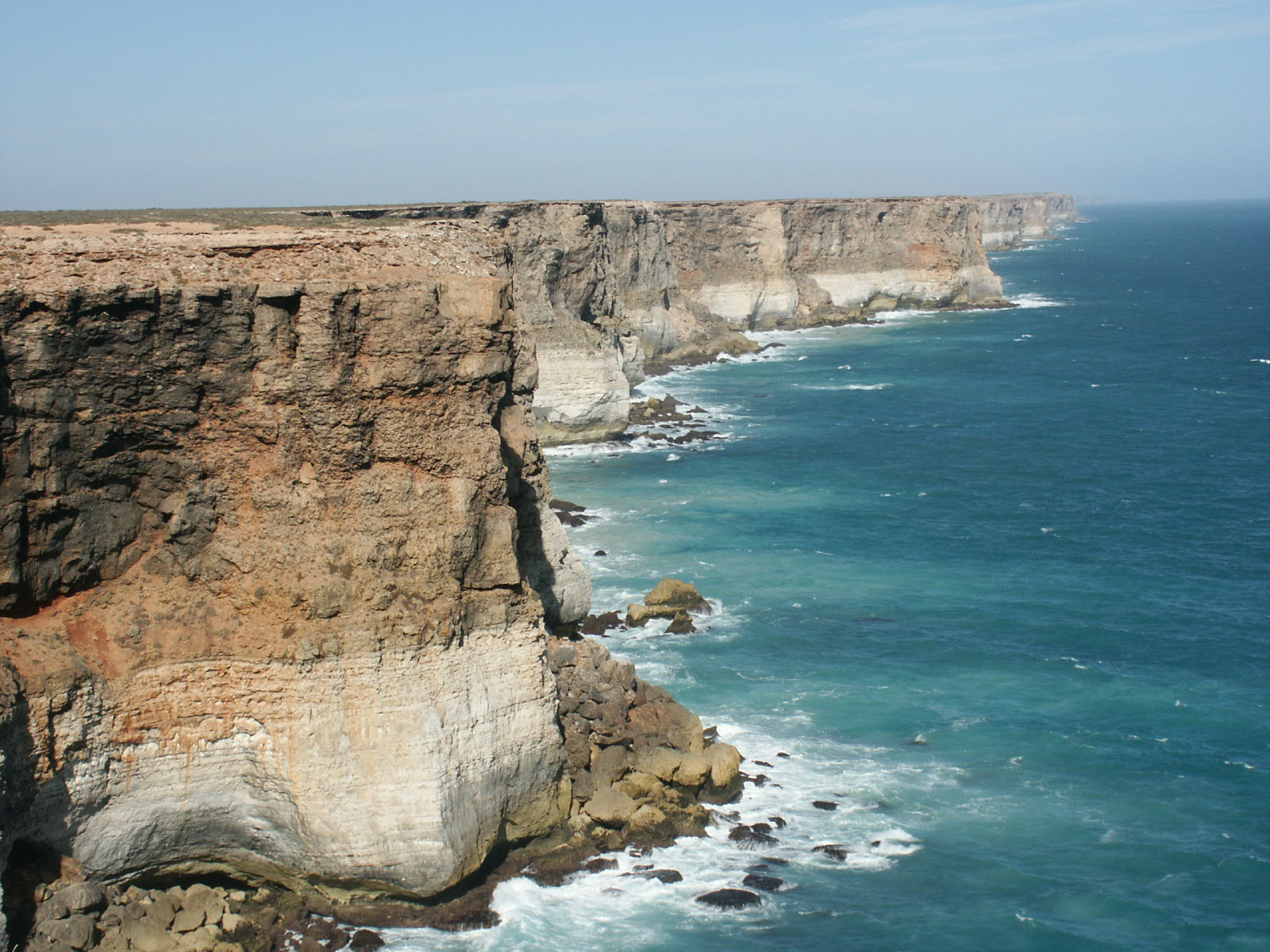
الخليج الأسترالي العظيم

الخليج الكبير أو المنعطف في الجغرافيا هو عبارة عن انحناء أو تقوس في الساحل أو في خليج متراجع نوعا ما. يختلف الخليج الكبير أو المنعطف عن الممر المائي الكبير أو الخليج الضيق كون الأول أكثر ضحالة. كان المستكشفون سابقا يعرفون المنعطف على أنه خليج يمكن الملاحة عبره على متن مراكب ذي أشرعة مربعة بغض النظر عن اتجاه الرياح (يعني ذلك عادة أن رأس المنعطف أقل من 25 درجة من الأطراف).
خلجان كبيرة معروفة
- الخليج الأسترالي العظيم
- خليج كامبيشي
- خليج بيافرا
- خليج سانتا مونيكا